# دانييل لوبيز (لاعب كرة قدم)
دانييل لوبيز (بالإسبانية: Daniel López Menéndez)‏ (7 أكتوبر 1983 في إسبانيا - ) هو لاعب كرة قدم إسباني في مركز الدفاع. لعب مع ديبورتيفو ألافيس ونادي سالامانكا ونادي لاس بالماس ونومانسيا وAstur CF ‏ وMarino de Luanco ‏ وReal Oviedo Vetusta ‏ ونادي إيراكليس وريال أفيليس ‏.

## وصلات خارجية
- دانييل لوبيز على موقع قاعدة بيانات كرة القدم.إي يو (الإنجليزية)
- دانييل لوبيز على موقع Soccerway.com (الإنجليزية)